# Бабич, Евгений Петрович
Евгений Петрович Бабич (25.02.1886, г. Борзна Черниговской губернии — 26.07.1964, Омск) — учёный, доктор технических наук (1936).

## Биография
В 1912 г. окончил механический факультет Киевского политехнического института. Работал там же: лаборант, с 1913 — преподаватель, с 1927 — профессор, В 1930—1941 зав. кафедрой литейного дела, в 1934—1936 декан машиностроительного факультета.
В июле 1941 г. попал в плен и был отправлен в Германию.
После репатриации работал в Киевском институте механизации сельского хозяйства.
28 декабря 1945 арестован и 15 марта 1947 осужден Особым совещанием МГБ СССР к 10 годам ИТЛ.
Освобожден в 1955 по болезни. Работал ст. технологом на заводе им. Пархоменко в Караганде, инженером-технологом на Новокарагандинском машиностроительном заводе.
25 марта 1957 полностью реабилитирован. Принят на работу в Омский машиностроительный институт профессором кафедры «Машины и технология литейного производства».
Автор учебников:
- Металлография стали и чугуна. — Киев, 1927;
- Заводские пламенные печи. — Киев, 1934.

Похоронен на Старо-Северном кладбище.